# Proton Exora

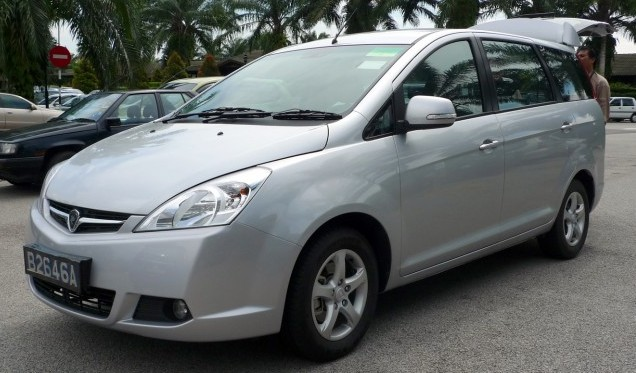
Proton Exora

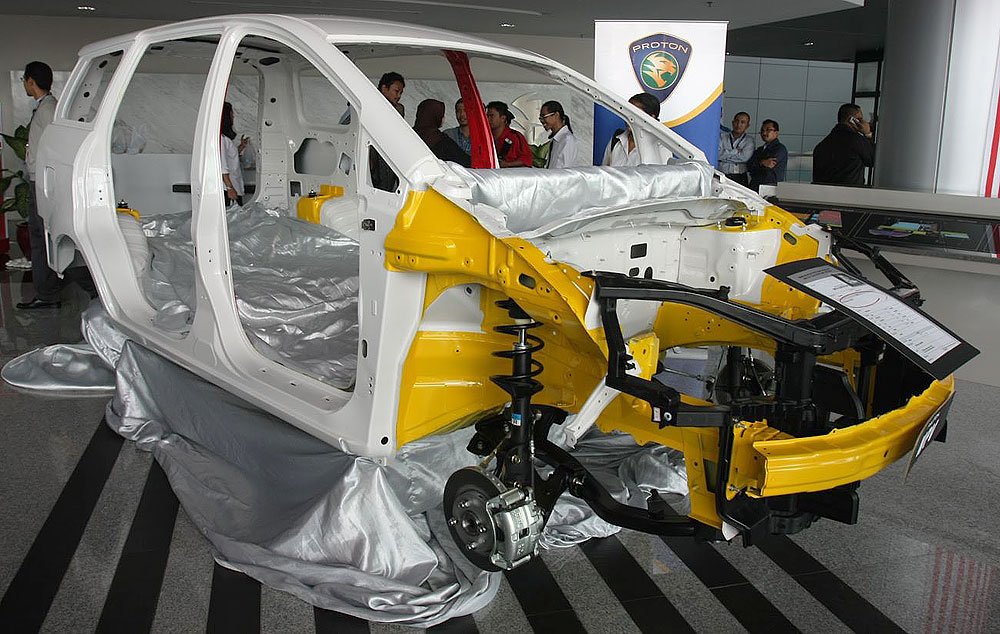
Каркас безпеки Proton Exora

Proton Exora  — компактний мінівен, який виготовляє малазійська компанія Proton з 2009 року.